# 白井柳治郎
白井 柳治郎（しらい りゅうじろう、1882年〈明治15年〉7月12日 - 1966年〈昭和41年〉3月22日）は、日本の教育者。北海道でアイヌへの差別意識が根強かった明治時代において、差別意識に真っ向から立ち向かい、数々の教育改革に取り組んだ。同様にアイヌのために尽力した教育者である吉田巖と共に「アイヌ教育の父」とも呼ばれる。茨城県真壁郡関本町（後の筑西市）出身。

## 経歴

### 教育者の道へ
染物業との兼業農家の二男として誕生。地元の農学校を卒業後、農業の教師を志し、1900年（明治33年）、当時の農業教員養成学校としては最高学府である東京帝国大学農科大学付属農業教員養成所に入所した。
同年5月、東京のキリスト教青年会館で、北海道旧土人教育会主催による演説会に参加し、ハワイでの伝道から帰ってきたアイヌ救済運動家・小谷部全一郎の、アイヌについての講演を聞いた。当時、アイヌの人々は長年の差別と貧困に苦しみ、病気を患っても医者にかかれないことも多く、教育を受けられない者も多かった。白井はアイヌの存在と彼らの当時の現状を知って衝撃を受け、アイヌ教育に一生を捧げる決意をし、小谷部のアイヌ救済事業への参加を訴えた。小谷部は、当時のアイヌの生活を考慮し、白井には到底手に負えないと考え、始めこそ良い返事をしなかったものの、白井の熱意に折れることとなった。

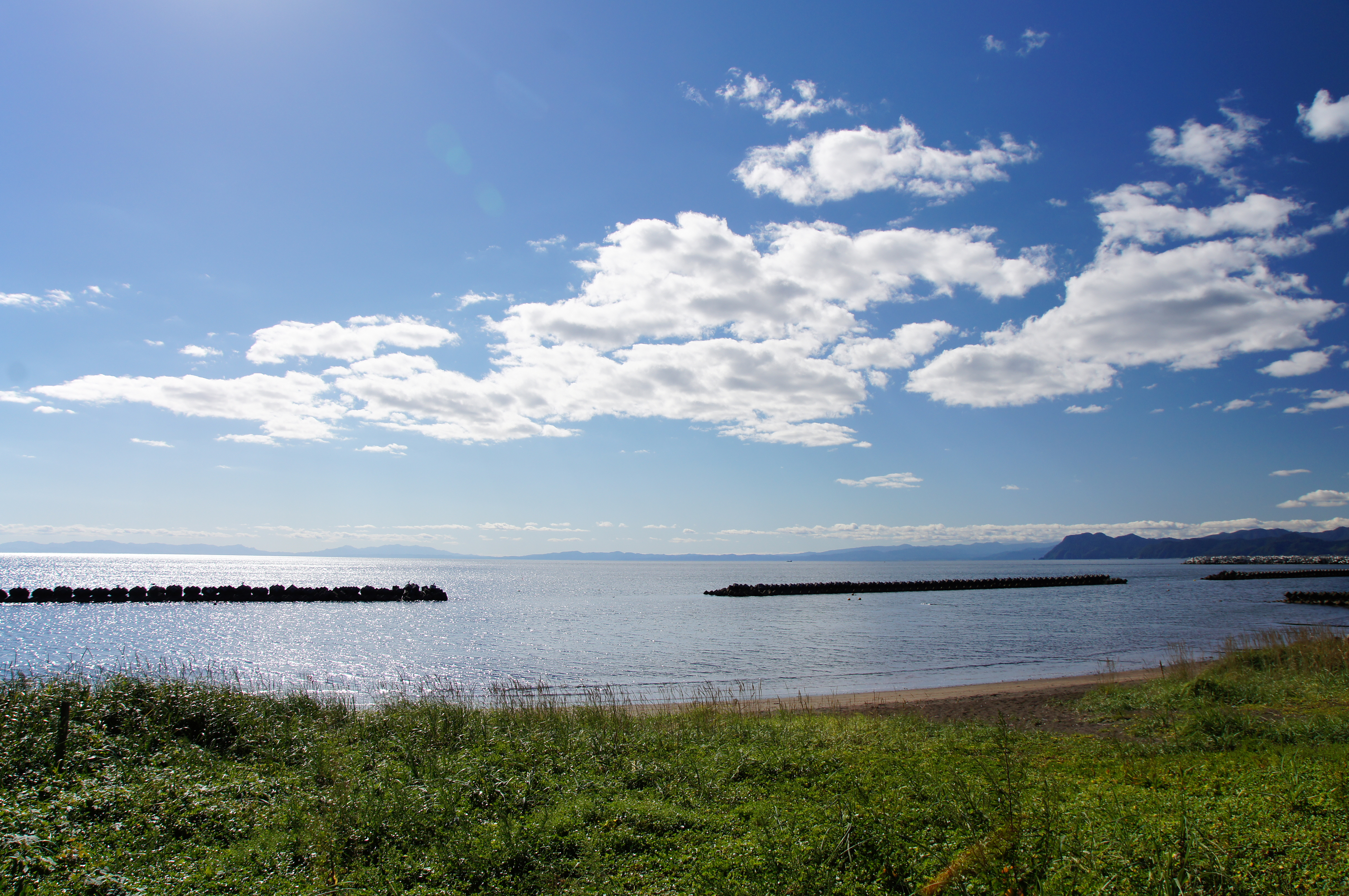
虻田の海岸

1901年（明治34年）に教員養成所を卒業。同年8月、本来ならエリートとして立身出世の望める立場にあったにもかかわらず、条件の良い就職をすべて断り、小谷部が北海道虻田村（後の虻田町→洞爺湖町）に創立した虻田学園の教師になるべく、小谷部の助手として北海道に渡った。

### アイヌ小学校の開校
北海道では明治20年頃までは、多くのアイヌの児童たちが和人との共学の形式で学校に通っていた。しかし、アイヌの児童たちは家庭の手伝いのために、欠席が多かった。また本州から北海道への入植が進んで和人の人口が増えると、アイヌと和人との間に衝突が増え、生活習慣の違いもあって、アイヌの児童たちは次第に学校から遠ざかっていた。
白井はこのことで、アイヌの児童たちだけが通うことのできる学校を思い立った。自ら北海道庁に働きかけ、アイヌ学校の設立を訴えた。一方では、虻田のコタン（集落）の家々を回り、児童たちに学校に通うよう呼びかけた。
こうした白井の努力の甲斐あって、虻田に加えて平取と室蘭に、アイヌ児童のための学校が国費によって設置されることが、道庁で決議された。もっともそれは、アイヌ児童の教育のためというよりむしろ、日本国民としての民族同化の促進が主目的であった。そのためにアイヌ語を一切禁止し、就業年齢を和人より1年遅らせ、小学校4年間で和人の3年分を学習させるなど、様々な制限が設けられた。こうした明らかな差別教育にもかかわらず白井は、これを出発点と見定め、アイヌ児童たちと共に教育の道を歩むことを決心した。
1902年（明治35年）、アイヌ児童のための学校である虻田第二尋常高等小学校が開校し、白井は校長に就任した。白井の他には家事裁縫の代用教員が1人のみであったため、白井は校長職のみならず、学級担任、保健教員、事務職員、用務員の役割も一手に引き受け、学校の宿直室を住居とした。
経費は常に不足しており、それを補うため、薪割りなどは白井自身が率先して行った。また、保護者や卒業生の協力のもと、寄付を募り、校舎の増築、備品の調達も行った。加えて、当時のアイヌ学校の教師の給料は、和人学校の教師のおよそ半額であったにも関わらず、白井はその中から自腹を切り、ノートや鉛筆など新しい学用品を用意した。児童たちにとってそれは大きな喜びとなり、学校は次第に、夢や希望を与える場所になっていった。
また白井は、アイヌの学校の教育では児童の自律的な活動を重視した。体験・勤労学習や礼儀作法の指導などを積極的に取り入れたり、草花の図案化などで、アイヌ民族の造詣的才能を引き出していった。

### 生活の苦難〜村民たちとの絆
日清戦争から日露戦争を経て、日本が次第に軍国主義に傾いてゆくと、その国家政策において教員の給料が大幅に減俸された。これによって、ただでさえ給料の少なかった白井の生活は、たちまち立ち行かなくなった。
折しも白井には、ハワイの日本人教師の話が持ち上がっており、この地は自分に合わないかもしれない、ハワイも悪くないと考え始めた。ところがハワイ行きの話を知った虻田コタンの人々は、一斉に白井のもとへ駆けつけ「先生がいなくなったら子供たちも自分たちも困る」「辞めないでくれ」と必死に訴えた。コタンのみならず、役所の人間や寺の住職まで、何日もわたって白井のもとを訪れ、ある者は必死に説得し、ある者は涙を流して白井を引きとめた。学校の生徒たちの父母は、カンパで集めた金を生活費として白井に届けた。白井は、自分以上に貧しい暮らしをしている人々のその真心に涙し、虻田に骨を埋めることを決意した。
1915年（大正4年）、白井の功労が認められ、文部大臣から教育功績賞を授与され、150円の賞金が贈られた。白井はこの賞金を「村の皆が支えてくれたから頂いたものだから、自分1人で使うことはできない」といって、村のために役立てるべく、村への全額寄付を申し出た。白井の年収にあたる大金の寄付に、周囲からは「正気ですか?」の声すら上がった。この寄付金によって記念館が建てられ、村民のレクリエーションの場として活用された。

### アイヌと和人の共学
大正時代中期になると、和人とアイヌとの差別教育への反対意識が次第に強くなった。1921年（大正10年）、北海道旧土人保護法の大改正が行われ、アイヌの小学校は廃止され、和人とアイヌの小学校の統合が示された。アイヌ児童だけの小学校は差別教育の象徴だとするアイヌ側と、同化政策の方針からアイヌを直接和人教育へ組み込もうとする行政側の意見が、異なる理由ながらも初めて一致したことによるものだった。
同1921年、第二小学校は和人の学校である第一小学校と統合され、虻田尋常高等小学校（後の洞爺湖町立虻田小学校）となり、白井はその校長に就任した。第二小学校のアイヌの児童たちは、レベルの低い教育を受けていたことで少なからず和人から差別を受けていたため、この統合を大いに喜んだ。
しかし白井は、この統合は大きな試練になることを予期していた。統合後の学級の中ではアイヌの生徒は5,6人程度で、肩身の狭い思いは避けられず、また言葉、文化、価値観、生活環境の違いも否定できない。授業内容も多少アイヌに合せた内容になるため、和人の生徒にとっても戸惑いがあろうことから、両者の間にトラブルは避けられない、との考えだった。やがて彼の危惧通り、アイヌの生徒たちは自分たちの置かれた状況を理解し始め、次第に和人の生徒に遠慮するようになり、欠席する児童も増え始めた。
ある日ついに、アイヌの児童と、アイヌを馬鹿にした和人の児童との衝突が、取っ組み合いの喧嘩にまで発展した。喧嘩を止めに入った白井は、悲しみのあまり立ち尽くしたまま、肩を震わせてうな垂れ、涙をこぼした。それを見ていた児童たちは言葉を失い、白井にすがりついて大泣きする児童もいた。この一件は全校児童、その保護者たちにまで広まり、アイヌと和人との学校統合の困難さを浮き彫りにすることとなった。普段は物静かで優しい白井の悲しさを敏感に感じ取った児童たちは、二度といさかいを起こすことはなくなり、互いを気づかい、差別をなくす努力を始めるに至った。
第二小学校とは違い、統合後小学校では校長職以外は部下の職員たちが担当し、白井には校長室が与えられていた。しかし白井がこの部屋に留まることは滅多になく、欠席しがちなアイヌの児童がいれば毎朝家に立ち寄るなど、児童たちの心にあいた穴を埋めようと必死の努力をしていた。休み時間になれば児童たちと共にグラウンドを駆け回ったり、共に池を作ったり、木を植えたりと、純粋な児童たちに関ることを生きがいとしていた。幼いアイヌの児童は、校内でも庭先でも所構わずに大便をすることがあったが、白井は不満を言うどころか、微笑みながらその始末をしていた。
また校務の傍らで、コタンの人々の生活物資の共同購入と信用事業のための消費組合として「土功組合」を結成したりと、コタンの教化にも尽力した。一方、自宅の来訪者に対しては、誰であろうと分け隔てなく、玄関の前に正座して指を立てて迎えた。こうした白井の存在はいつしか村にとって大きな希望に、村民たちにとっては大きな誇りとなっていった。伊達女子職業学校（後の北海道伊達高等学校）校長として推薦された際、村の有志やアイヌたちが白井にアイヌに留まることを懇願するなど、転任話が出るたびに村を上げての反対運動が起こるほどだった。
1924年（大正13年）、白井は政府から高等官の一種である奏任官の位を与えられた。当時は警察や司法関係者が多く就く役であり、学校長が選ばれることは日本全国的に見ても異例のことであった。村民たちは喜びに沸き返り、市街地から旧第二学校へと続く、白井が毎日昇り降りした坂道を「白井坂」と命名し、その名の碑が建立された。白井もまた村民たちに感謝し、以来その坂を通るときには脱帽して、自分の心が緩まないよう鞭を打つことを心掛けていた。また、村民が祝賀のために記念品代を白井に贈ったが、白井はそれを全額、学校の文庫と蓄音機の購入費として寄付した。
1927年（昭和2年）にはペスタロッチ百年忌にあたって、教育功労賞を受賞した。同年の北海道内での受賞者は、ただ1人であった。1933年（昭和8年）には、勲六等瑞宝章を受章した。
私生活では1929年（昭和4年）に妻に先立たれ、妻の病中に長女も入院し、妻の死後は遺された子供たちの養育や家事に追われていたが、職場ではその苦労を微塵も見せることはなかった。妻が危篤であっても学校へ出勤し、臨終の報せを受けてから家に戻ったという。

### 退職〜晩年
1941年（昭和16年）、虻田小学校を退職。40年にわたって1つの学校の校長職を続けることもまた、日本全国的に見て異例のことであった。
虻田の村民たちは、長年にわたる白井の功績への感謝として、郵便年金の贈呈を申し出た。しかし白井は、自分への金品は無用として固辞した。なおも白井への援助と恩返しのために贈呈を申し出る村民たちに対し、白井はそれを村の児童たちのために活用することを発案した。こうしてこの年金をもとに「白井育英奨学金基金」が創立され、後の虻田町育英基金へと引き継がれることになった。
退職後の白井は、銃後奉公会の主事となり、教え子たちの出征や帰還に携わった。同会廃止後は虻田町役場の嘱託となり、虻田町史の編纂事務などに携わり、資料の収集や執筆などで、町の文化活動にも大きく貢献した。その一方では、ウタリ支部の役員や互助組織の責任者を務め、夜学、生活全般の相談なども務めた。
虻田小学校の開校60周年にあたる1944年（昭和19年）、白井の徳を讃える街の有志により、同小学校に頌徳碑が建立された。
1957年（昭和32年）、教育功労者として北海道文化賞を受賞した。これを記念として「白井柳治郎先生胸像期成会」が結成され、翌1958年（昭和33年）、虻田小学校敷地内に白井の胸像が完成し、除幕式が行われた。
北海道伊達市の郷土史家である泉隆が1961年（昭和36年）にカトリック教会設立のため虻田町を訪れた際には、白井自身は熱心な仏教徒にもかかわらず泉を援助した。泉が教会堂を開き、児童たちを集めて日曜学校や学習塾を開いた。彼は校長として児童たちの相手を務めた。
1963年（昭和38年）には、虻田町の町長を務めた那須嘉市とともに、虻田町の名誉町民第1号に選ばれた。翌1964年（昭和39年）勲五等旭日章を受章した。このほかにも同年までに、主なものだけでも10以上の表彰を受けた。
1966年（昭和41年）、脳梗塞により死去。没年齢83歳。最期まで名誉や地位を望まず、生涯無欲と清貧を貫いた白井の家には、テレビも掃除機も洗濯機も残されていなかった。葬儀は虻田町葬として執り行われ、告別式では1300人の会葬者が別れを惜しみ、その葬列は1キロメートルにもおよんだ。

## 評価
寝食を忘れてアイヌ民族の生活向上のために奮闘したことから、アイヌの人々からカムイ（神）と呼ばれた。虻田の町民たちからも畏敬の念を持たれており、カリスマ的な存在だったともいわれる。
虻田国民学校（元の第一小学校）の訓導であった土橋信夫や、白井の教え子の1人である元虻田町長の岡村正吉は、白井を以下の通り評価している。
岡村正吉によれば、生徒たちが学校でいたずらしたときなど、バケツを持って立たされていると、白井が「校長である私の責任なので、バケツは私が持ちます」と行って、生徒たちを帰したという。同様のエピソードで、教師が生徒を叱って床に座らせ、後で様子を見に行くと、白井が生徒と共に座っており、白井は「私は子供たちに座り方を教えただけ」と答えたという。
白井は学校以外でも児童に温かく接していた。あるときに教え子のアイヌの児童の1人を自宅に招き、夕食を共にした。食材の一つが、アイヌには馴染みのない物であったため、その児童は気が進まなかったが、白井や家族たちに勧められて口にすると、以来、それが大好物になった。こうした思い出は白井の教え子たちがそれぞれ持っているといわれ、白井や家族たちが作る温かな家庭の雰囲気の賜物であったともいわれる。
アイヌ出身の聖公会牧師である江賀寅三もまた白井の教え子の1人であり、白井との関わりが江賀の将来を決定づけたものとも考えられている。